# Boskakkerlak
De boskakkerlak (Ectobius sylvestris) is een insect uit de orde kakkerlakken en de familie Ectobiidae. De soort werd voor het eerst geldig gepubliceerd door Poda in 1761 onder de naam Ectobius lapponicus.

## Kenmerken
De boskakkerlak kan tussen de 7 en 11 millimeter lang worden. De mannetjes zijn aanzienlijk slanker en langer dan de vrouwtjes. De dekschilden van mannetjes zijn volledig ontwikkeld en steken uit voorbij het uiteinde van het lichaam, terwijl de vleugels van vrouwtjes sterk zijn verkleind en slechts de helft van het achterlijf bedekken. De dekschilden van de mannetjes zijn 10,7-11,3 mm lang, die van de vrouwtjes slechts 6,3-6,5 mm. Ze laten een fijn getekend patroon zien van donkerbruine en licht gekleurde lijnen en donkere stippen. Op het schild aan de hals zit bij beide een donkere vlek. 
De nimfen zijn zwart met gele vlekken aan de zijkanten van het pronotum en de eerste buiksegmenten. De ootheca hebben ongeveer 17 sterke langsruggen.

## Voorkomen
De soort komt voor in Noordwest- en Midden-Europa. Ze is vrij algemeen op zandgronden op heides en in lichte bossen in Nederland en België. Het dier is vaak te vinden in eikenbladstrooisel. 

## Levenswijze
Alleen de mannetjes vliegen. In Centraal-Europa is de ontwikkelingstijd van ei tot imago twee jaar. Na bevrucht te zijn produceert het vrouwtje twee eipakketjes met elk ca. 15 eieren.
Deze blijven de winter over in strooisel op de grond liggen en komen pas in juni uit. Het duurt daarna nog vijf stadia en twee winters voordat de nimfen volgroeit zijn. De boskakkerlak kent zo een levenscyclus van een halve generatie per jaar (semivoltien).

## Afbeeldingen

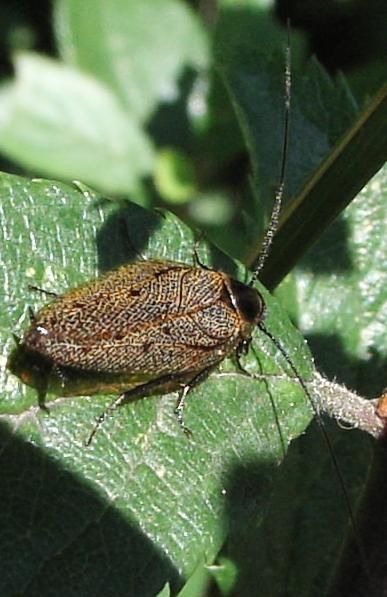
Mannetje
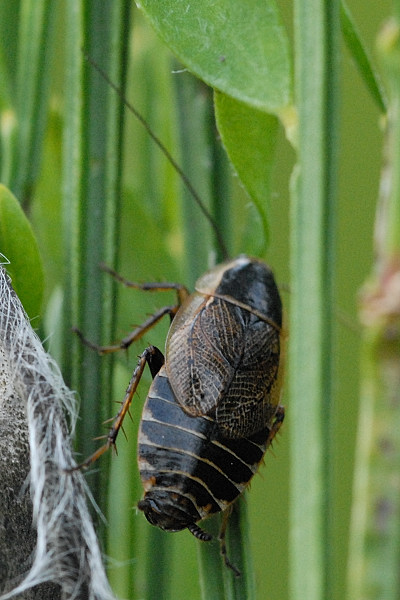
Vrouwtje

## Ondersoorten
De soort kent twee ondersoorten:
- E. sylvestris sylvestris (Poda, 1761)
- E. sylvestris discrepans